# Jakovljevo protoevanđelje
Jakovljevo protoevanđelje (ili Jakovljevo evanđelje) je apokrif napisan oko 145. godine. U njemu su spomenuti Joakim i Ana, roditelji Marije, majke Isusa Krista, Marijin život, njezin zaručnik Josip, kralj Herod i ubojstvo svećenika Zaharije.
Na kraju evanđelja zapisano je da mu je autor Jakov. To bi mogao biti Jakov Pravedni, koji se smatra Isusovim rođakom — polubratom (protestantizam) ili bratićem (rimokatoličanstvo).
Znanstvenici smatraju da to evanđelje zapravo nije napisao sam Jakov, rani crkveni vođa.
Ovo je "evanđelje" oduvijek bilo vrlo privlačno. Mnoga su djela umjetnosti inspirirana njime. Bilo samo umjetnička kreacija ili vrsta dokumenta, ovo protoevanđelje ima veliku vrijednost.
Budući da u Bibliji Marijini roditelji nisu spomenuti, Joakim i Ana iz ovog evanđelja prihvaćeni su u katoličanstvu kao Marijini roditelji i sveci. Joakim je opisan kao bogat čovjek koji je prinio žrtvu. Ana je bila nerotkinja, kojoj je Bog uslišao molbu te je rodila Mariju.
Marija je mladost provela u hramu. Svećenik je odabrao Josipa (koji je opisan kao star čovjek) za Marijinog čuvara.
Prema ovom evanđelju, svećenik Zaharija je ubijen. Spomenuta je i Saloma.
Ovo je najraniji tekst prema kojem je Josip bio udovac kad je oženio Mariju.
Tekst je poznat i kao Rođenje Marijino, Priča o rođenju svete Marije, Majke Božje. 